# Teddy Swims
Jaten Collin Dimsdale (Conyers, 25 de setembro de 1992) conhecido pelo nome artístico Teddy Swims, é um cantor e compositor americano. Conhecido por misturar gêneros como R&B, soul, country e pop. Originalmente atraiu fãs por meio de suas apresentações cover na plataforma de vídeos YouTube, que acumulou 400 milhões de visualizações no ano de 2022. 
Sua popularidade levou-o a assinar um contrato com a Warner e em maio de 2021 Swims lançou seu extended play (EP) de estreia, Unlearning, a que se seguiram em 2021 e 2022, mais três extended plays. Swims é mais conhecido pelo seu êxito global "Lose Control", lançado em junho de 2023, três meses antes do seu álbum de estreia, I've Tried Everything but Therapy (Part 1).

## Biografia

### Primeiros anos
Swims passou sua infância em Conyers, Geórgia, Estados Unidos. Seu pai o apresentou ao gênero soul desde cedo por meio de artistas como Marvin Gaye, Stevie Wonder e Al Green.  A família de Swims era entusiasta de futebol americano, e ele jogava há dez anos o esporte, quando um de seus professores sugeriu que se matriculasse em uma aula de teatro musical em seu segundo ano do ensino médio. Swims descobriu sua paixão pela atuação por meio de sua experiência no teatro no ensino médio, onde atuou em vários musicais e peças de Shakespeare. Ele começou a tocar instrumentos, incluindo piano e ukulele, e assistia a vídeos de cantores no YouTube para ajudar a desenvolver sua técnica vocal.

## Carreira

### 2019:Coverse primeiros lançamentos
Swims começou sua carreira musical em uma variedade de bandas, incluindo a de rock alternativo WildHeart e a de pós-hardcore Eris, bem como bandas cover de soul e hair metal. No início de 2019, seu amigo, Addy Maxwell, o convidou para fazer rap sobre algumas batidas que ele havia feito, o que rendeu à dupla uma vaga para ser o ato de abertura de uma turnê doméstica de Tyler Carter. Nessa turnê, Swims começou a apresentar-se sob o nome de Teddy Swims - referindo-se a um apelido de sua infância referente ao seu tamanho, e um acrônimo na linguagem da internet para "alguém que às vezes não sou eu", referindo-se à ideia de integrar diferentes partes de sua personalidade.
Em junho de 2019, Swims postou sua primeira performance cover no YouTube, "Rock With You" de Michael Jackson, e continuou postando covers adicionais de artistas de diversos gêneros, incluindo Lewis Capaldi, Chris Stapleton, Amy Winehouse e H.E.R.. Os seus vídeos rapidamente acumularam milhões de visualizações e, depois de lançar um single intitulado "Night Off" em julho do mesmo ano de forma independente, ele assinou um contrato com a Warner Records em dezembro.

### 2020–2021:UnlearningEP
Em janeiro de 2020, Swims lançou "Picky" seu single de estreia por uma grande gravadora e embarcou em sua primeira turnê no mesmo mês. Ele lançou vários covers nos meses seguintes, incluindo "What's Going On", do qual ele doou os royalties para o Fundo educacional e de Defesa jurídica da NAACP. Em agosto de 2020, lançou o single  "Broke" e uma versão adicional com Thomas Rhett em outubro do mesmo ano.
Em fevereiro de 2021, Swims lançou seu single "My Bad", que apresentou no programa The Kelly Clarkson Show, e foi nomeado como um "Artista que você precisa conhecer" pela revista Rolling Stone. Em março de 2021, ele lançou o single "Till I Change Your Mind", seguido por "Bed On Fire", que apresentou no programa The Late Show with Stephen Colbert, sendo mais tarde relançada como uma colaboração com Ingrid Andress. Em maio de 2021, Swims lançou seu primeiro EP de sete faixas, Unlearning, seguido por uma turnê como ato de aberturas da Zac Brown Band.

### 2021–2022:Tough LoveEP
Em agosto de 2021, Swims lançou seu single "Simple Things" que em setembro ele apresentou no programa The Late Late Show with James Corden e em novembro no programa Today.
Em janeiro de 2022, depois de Lançar seu single "911", Swims lançou seu EP de seis faixas, Tough Love. Em janeiro, Swims apresentou a canção "Love for a Minute" no programa Late Night with Seth Meyers, e em fevereiro, "911" no The Ellen DeGeneres Show. Swims manteve o EP com uma turnê de três meses pela Europa e América do Norte a partir de fevereiro, seguido por uma turnê pelo Reino Unido e Europa continental em maio e junho. Swims colaborou com Meghan Trainor no "Bad for Me", lançado em 24 de junho como o primeiro single do álbum dela Takin' It Back. Em junho, Swims e Trainor cantaram a música no Jimmy Kimmel Live! e em agosto no The Late Late Show with James Corden. Swims também colaborou em singles com Mitchell Tenpenny, Illenium, MK e BURNS e TELYKAST.
Depois de lançar um pequeno clipe de performance em maio, Swims lançou um cover de "Don't Stop Believin'" da banda Journey em agosto. Swims cantou a música no America's Got Talent ao lado do vencedor da 14ª temporada, Kodi Lee, e do guitarrista fundador do Journey, Neal Schon.

## Discografia
Extended plays (EPs)
- Unlearning (2021)
- A Very Teddy Christmas (2021)
- Tough Love (2022)
- Sleep is Exhausting (2022)

Álbuns
- I've Tried Everything but Therapy (Part 1) (2023)
- I've Tried Everything but Therapy (Part 2) (2025)